# Birgit Åkesson
Birgit Åkesson (Malmö, Suecia, 24 de marzo de 1908 - Estocolmo, 24 de marzo de 2001) fue una bailarina y coreógrafa sueca, pionera del movimiento de la danza moderna en Suecia.
Inició sus estudios de danza en 1929 en Dresde con la maestra Mary Wigman, posteriormente ingresó a la compañía de danza de Wigman. Durante la Segunda Guerra Mundial, Akesson continuó su entrenamiento en Estocolmo y desarrolló su propio estilo. Al finalizar la guerra, siguió con sus presentaciones en Europa y América del Norte.
Ganó relevancia al coreografiar para el Ballet Real de Suecia, piezas de ballet con temáticas mitológicas, en colaboración con compositores, pintores y poetas nacionales. Sus trabajos más representativos de esa época son: "Sysyfos" (1957), "Minotauros," (1958), "Rites" (1960), "Ikaros" (1963) y "Nausikaa" (1966).
En 1963 se convirtió en miembro del Consejo Artístico del Ballet Real de Suecia y en 1964 fue miembro fundador del Instituto Coreográfico de Estocolmo.
En 1983, producto de sus investigaciones sobre las danzas rituales africanas, publicó el libro The Mask of Spring Water, donde analiza los orígenes de la danza ritual de África